# Símun Pauli úr Konoy
Símun Pauli Rasmussen úr Konoy (født 5. januar 1876 på Kunoy, død 9. juli 1956) var en færøsk lærer, fagforeningsmand og politiker (SF).
Han var uddannet lærer i 1896 og underviste på skolen i hjembygden Kunoy 1896–1899. Efter et mellemspil på et år som privatlærer i København blev han derefter lærer i bygden Gøta fra 1905–1945. Símun Pauli úr Konoy var indvalgt i Lagtinget fra Eysturoy 1906–1910 og 1914–1928, og repræsenterede Sjálvstýrisflokkurin. Han var medlem af Færøernes skolestyre (Føroya skúlastjórn) 1918–1925, bestyrelsesmedlem i Føroya Lærarafelag 1914–1927, og formand for fiskernes fagforbund Føroya Fiskimannafelag 1911–1926. Han sad desuden i kommunalbestyrelsen i Gøtu kommuna 1910–1930, og var borgmester de fleste af årene.